# Yamato, Kanagawa
Thành phố Yamato (tiếng Nhật: 大和市, Yamato-shi) là một đô thị loại đặc biệt thuộc tỉnh Kanagawa, vùng Kantō, Nhật Bản.
Thành phố rộng 27,06 km², ở vị trí giữa tỉnh, và có 223.885 dân (ước ngày 1/8/2008).